# Michael Rimmer
Michael John Rimmer (ur. 3 lutego 1986 w Southport) – brytyjski lekkoatleta specjalizujący się w biegach średniodystansowych, uczestnik letnich igrzysk olimpijskich w Pekinie (2008), wicemistrz Europy z Barcelony (2010) w biegu na 800 metrów.

## Sukcesy sportowe
- 2003 – Sherbrooke, mistrzostwa świata juniorów młodszych – IV miejsce w biegu na 800 m
- 2004 – Grosseto, mistrzostwa świata juniorów – VIII m. w biegu na 800 m
- 2006 – Göteborg, mistrzostwa Europy – VIII m. w biegu na 800 m
- 2010 – Birmingham, mistrzostwa Wielkiej Brytanii – złoty medal w biegu na 800 m
- 2010 – Barcelona, mistrzostwa Europy – srebrny medal w biegu na 800 m
- 2010 – Split, puchar interkontynentalny – VI miejsce w biegu na 800 m
- 2014 – Glasgow, igrzyska Wspólnoty Narodów – VII miejsce w biegu na 800 m

## Rekordy życiowe
- bieg na 800 metrów – 1:43,89 – Rieti 29/08/2010
- bieg na 1000 metrów – 2:17,13 – Linz 20/08/2012
- bieg na 1500 metrów – 3:38,91 – Stretford 25/04/2011